# Episodi di Dark (terza stagione)

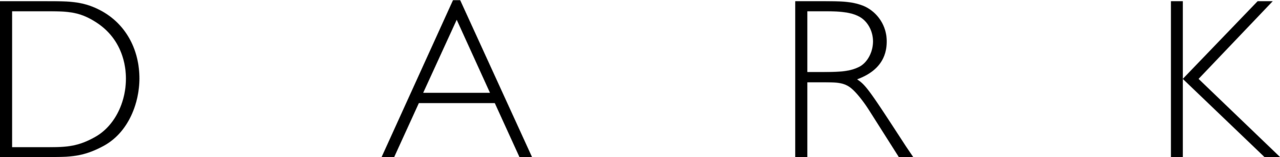

La terza e ultima stagione della serie televisiva Dark è uscita interamente sul servizio streaming Netflix il 27 giugno 2020.
| nº | Titolo originale   | Titolo italiano | Data di uscita |
| -- | ------------------ | --------------- | -------------- |
| 1  | Deja-vu            | Déjà-vu         | 27 giugno 2020 |
| 2  | Die Überlebenden   | I sopravvissuti | 27 giugno 2020 |
| 3  | Adam und Eva       | Adam ed Eva     | 27 giugno 2020 |
| 4  | Der Ursprung       | L'origine       | 27 giugno 2020 |
| 5  | Leben und Tod      | Vita e morte    | 27 giugno 2020 |
| 6  | Licht und Schatten | Luce e ombra    | 27 giugno 2020 |
| 7  | Zwischen der Zeit  | Nel frattempo   | 27 giugno 2020 |
| 8  | Das Paradies       | Il paradiso     | 27 giugno 2020 |

## Déjà-vu
- Titolo originale: Deja-vu
- Diretto da: Baran bo Odar
- Scritto da: Jantje Friese
- Durata: 1:02:06

### Trama
Anno sconosciuto, mondo di Adam
Un misterioso uomo con una cicatrice sulla bocca, che viaggia nel tempo assieme alle sue controparti giovane ed anziana, dà alle fiamme la stanza ovale del Sic Mundus.
4 novembre 2019, mondo parallelo
Dopo aver salvato Jonas dall’Apocalisse, la Martha del mondo parallelo (che rispetto a quella del mondo di Jonas ha un taglietto sotto all’occhio ed i capelli corti) porta il ragazzo nella propria realtà; i due si ritrovano così all’interno delle caverne di Winden e lì la ragazza, dopo aver detto a Jonas che i loro due mondi sono intrinsecamente legati e dopo avergli promesso che rimetterà le cose a posto, attiva nuovamente la macchina del tempo e sparisce, lasciandolo solo.
In questo mondo parallelo, le cose sono differenti rispetto al mondo da cui proviene Jonas: Martha, Magnus e Mikkel vivono con Katharina, in quella che nell’altro mondo è casa Kahnwald, mentre Ulrich (che in questa realtà è il capo del dipartimento di polizia) ha divorziato da Katharina e attualmente vive in casa Nielsen con la sua nuova moglie, Hannah, da cui aspetta un figlio; tuttavia, Ulrich tradisce la seconda moglie con la collega Charlotte, la quale è sempre sposata con Peter, che in questo mondo, però, è un prete. Questi ultimi sono genitori di Elisabeth, che è in grado di parlare, e di Franziska, che invece è sordomuta ed è fidanzata con Magnus; con loro vive anche il vecchio Helge, sfigurato non ad un orecchio, bensì ad un occhio, che stringendo una collana a cui è appesa una monetina del 1986 ripete ossessivamente che «succederà di nuovo», imitando il suono di un orologio, esattamente come la sua controparte dell’altro mondo. Infine Martha, che in questo mondo parallelo indossa l’impermeabile giallo di Jonas visto nella prima stagione, è fidanzata con Kilian Obendorf, studente del liceo locale e fratello maggiore di Erik, recentemente scomparso. 
Arrivato in città, Jonas si reca al liceo locale, entra nella classe di Martha (che però non presenta alcun taglietto sotto all’occhio) e, a fine lezione, le chiede perché non gli abbia rivelato qual è il vero motivo per cui è stato portato in quel mondo parallelo. La ragazza in questione, però, non è la stessa Martha che ha salvato Jonas dall’Apocalisse, pertanto non lo riconosce e, pensando che con quelle domande il giovane la stia solo prendendo in giro, se ne va, lasciandolo solo. 
Hannah si reca a scuola per parlare con la preside, Katharina, perché sospetta che Ulrich la stia tradendo, visto che ha trovato un capello biondo su una delle sue felpe. 
Uscendo dall’aula dopo essere rimasto solo, Jonas incontra Hannah lungo i corridoi e la chiama “mamma”, ma neanche la donna lo riconosce. 
In città, intanto, s’indaga sulla scomparsa di Erik.
Charlotte, dopo aver parlato con il collega Wöller (che in questo mondo non porta una benda sull’occhio, ma ha un braccio amputato), si reca alla centrale nucleare, per poter parlare col direttore, Aleksander. L’uomo, nonostante il lutto che lo ha colpito recentemente, si dimostra ben disposto verso Charlotte e, anche in assenza di una richiesta ufficiale, le concede l’autorizzazione per esaminare gli orari di lavoro dei dipendenti della centrale la sera della scomparsa di Erik. 
Nonostante Martha non l’abbia riconosciuto, Jonas decide di parlare nuovamente con lei e pertanto si reca alle prove del suo spettacolo teatrale, a cui partecipa anche Kilian.
Finita l’esibizione, Jonas prova a parlare alla ragazza, che però lo caccia in malo modo, dicendogli di lasciarla in pace.
Dopo la scuola, Magnus si reca nel bunker dei Doppler, dove ha un rapporto sessuale con la fidanzata Franziska, per poi dirle che la ama.
Recatosi al cimitero di Winden per ottenere risposte, Jonas apprende dal prete Peter che lì giace un certo Daniel Kahnwald, padre di Ines, morto nel 1964, ma nessun Michael. Nel mentre, tra le lapidi, il ragazzo scorge quella di Regina, scomparsa il 2 settembre 2019. Jonas, quindi, si convince di essere stato portato lì per poter impedire il viaggio nel tempo di Mikkel e fermare così il loop temporale.
21 settembre 1987, mondo di Adam
Le tre misteriose figure che hanno appiccato il fuoco alla sede del Sic Mundus si recano a casa di Bernd, al quale chiedono la chiave universale della centrale nucleare. Bernd si rifiuta di dargliela e prova a chiamare la polizia, ma i tre lo uccidono prima che l’uomo possa farlo.
4 novembre 2019, mondo parallelo
Aleksander va a trovare Jürgen, il padre di Erik e di Kilian, dicendogli che la polizia è stata alla centrale, quella mattina, e che lui sa cosa deve fare; alla fine, il direttore della centrale consegna a Jürgen una busta contenente dei soldi.
Sapendo che Kilian ha dato appuntamento a Martha sotto il ponte di Winden per quella sera stessa, Jonas segue la ragazza e la intercetta, ma Martha gli ripete, per l’ennesima volta, che non lo conosce, quindi cerca di scacciarlo; la giovane rimane tuttavia scossa dalla strana sensazione di déjà-vu che il ragazzo le provoca.
 Poco dopo, quando sul posto giungono Kilian, Magnus, Franziska e Bartosz, Jonas scopre che, a differenza del mondo da cui proviene lui, Mikkel quella sera non li ha seguiti: realizza quindi che, in quel mondo parallelo, non esiste nessun Michael Kahnwald e, di conseguenza, nessun Jonas Kahnwald.
Dopo che Jonas se n’è andato, Martha, suo fratello ed i loro amici si recano alle caverne, con lo scopo di scoprire qualcosa di più sulla scomparsa di Erik.
Poco dopo, Martha s’imbatte in una sua controparte coperta di melma viscosa nera, che la spaventa a morte e la spinge a fuggire per i boschi insieme agli altri, mentre in tutta Winden la corrente elettrica inizia a saltare.
Jonas va in quella che nell’altro mondo è casa sua ed entra in camera di Mikkel, dove vede il bambino dormire serenamente.
Riparatisi nel bunker dei Doppler dopo lo spavento subito alle caverne, Martha ed i suoi amici restano inorriditi nel ritrovarsi davanti il cadavere del piccolo Mads, fratello di Ulrich scomparso nel 1986, appena precipitato fuori da uno strappo apertosi nel tessuto temporale.
Uscito da casa Nielsen, Jonas viene avvicinato da una strana signora anziana con una cicatrice rossa sulla guancia, che gli dice che quello è un mondo in cui lui non esiste, perché Mikkel non è mai tornato indietro nel tempo. Tuttavia, anche senza la presenza di Jonas, quel mondo è destinato ad essere distrutto esattamente come il mondo da cui proviene il ragazzo, e ciò a causa sia di Jonas che della vecchia stessa. Il giovane Kahnwald, allora, capisce che quella che si trova davanti è la versione anziana di Martha.
21 settembre 1888, mondo di Adam
L’altra Martha parallela, ovvero quella con il taglio sotto all’occhio ed i capelli corti, rintraccia lo Straniero, ovvero lo Jonas adulto, nel vecchio stabilimento di Tannhaus, dove l’uomo si è rifugiato per sfuggire all’Apocalisse del 27 giugno 2020.
Martha si rivela allo Straniero, suscitando in lui lacrime d’incredulità, ma la ragazza gli spiega di non essere la Martha che conosce lui e di essere arrivata lì per aiutarlo a trovare l’origine di entrambi i loro mondi.

## I sopravvissuti
- Titolo originale: Die Überlebenden
- Diretto da: Baran bo Odar
- Scritto da: Jantje Friese, Marc O. Seng
- Durata: 59:58

### Trama
21 settembre 1888, mondo di Adam
La Martha con il taglio sotto all’occhio ed i capelli corti raggiunge la sala dove lo Straniero sta svolgendo alcuni esperimenti elettromagnetici, al fine di ricreare la macchina del tempo; assieme a lui vi sono anche Bartosz, Franziska e Magnus, sfuggiti all’Apocalisse del 27 giugno 2020. Quando Magnus, incredulo, abbraccia la sorella, lei si allontana, dicendogli che non è la “loro” Martha.
Lo Straniero chiede alla ragazza come abbia fatto ad arrivare nel 1888 e lei gli risponde che è stato proprio Jonas, arrivato tempo prima nel suo mondo, a dirle come raggiungerli. L’uomo però non le crede, non ricordando di essere mai stato in una realtà parallela. Successivamente, lo Straniero chiede a Martha se abbia scritto lei la lettera consegnatagli da Noah e, non ricevendo risposta, le domanda se sia stato Adam a mandarla lì. In quel preciso momento, entra nel laboratorio il vecchio Gustav Tannhaus, cieco antenato dell’orologiaio che ha cresciuto Charlotte, che scambia alcune parole con la Martha del mondo parallelo.
Rimasti soli, Tannhaus parla con lo Straniero, dicendogli che, qualunque cosa Martha significhi per lui, l’uomo non deve perdere di vista quello che i due stanno creando: il paradiso, il mondo perfetto senza più dolore. Finita la conversazione, il vecchio stringe con forza fra le mani il suo bastone da passeggio, sul cui pomolo sono incise le parole “Sic Mundus Creatus Est”.
Bartosz porta la Martha con il taglio sotto all’occhio ed i capelli corti nel covo del Sic Mundus, dicendole che Gustav Tannhaus è l’unico membro ancora in vita dell’organizzazione e che lui e suo padre hanno cercato per anni di dominare il tempo; le dice anche che lo Straniero sta cercando di ricostruire i macchinari ormai in disuso di Tannhaus e che è già stato in quella sala, però nel futuro, nel 1921, quando era ancora il giovane Jonas e Noah lo aveva condotto lì per fargli incontrare il malvagio Adam. A quel punto, Martha rivela a Bartosz che il vero nemico che tutti quanti loro sono convinti di combattere, ovvero Adam, non è altri che Jonas da vecchio.
22 settembre 1987, mondo di Adam
Sfuggita all’Apocalisse del 2020 e tornata nel passato alla ricerca di Mikkel, Katharina va a scuola con dei volantini, chiedendo ai ragazzi presenti se qualcuno di loro abbia visto suo figlio, ma scopre che Mikkel è scomparso ormai da tre mesi assieme ad Ines. In quel preciso momento, la donna incontra i giovani Ulrich ed Hannah, nonché se stessa da giovane: Hannah le racconta che, l’estate precedente, un maniaco scappato dal manicomio locale aveva rapito Michael per poi portarlo alle grotte, prima di essere fermato dalla polizia.
Dopo aver intimato alla giovane Hannah di stare lontana da Ulrich e da Mikkel, Katharina scopre che suo figlio ed Ines sono stati posti sotto alla protezione dei servizi sociali, che li hanno aiutati a sparire dopo l’aggressione dell’uomo misterioso, ossia Ulrich da vecchio. Katharina, allora, va all’ospedale psichiatrico per parlare con Ulrich e, dopo aver incontrato l’infermiera Helene Albers, che si scopre essere sua madre, riesce a vedere l’anziano marito e a promettergli che lo tirerà fuori di lì.
Un anno dopo la scomparsa di Mads, Tronte e Jana decidono di celebrare il funerale del figlio, nonostante la bara sia vuota. Piena di rabbia, Jana informa i presenti alla cerimonia funebre che, la notte della scomparsa di Mads, il marito era da Claudia, sua amante da tempo. 
Successivamente, Tronte si reca alla centrale nucleare per fare alcune domande a Jasmin, la segretaria personale di Claudia (della quale non si hanno più notizie da giorni).
Poco dopo, tornando a casa in macchina, Tronte s’imbatte nella giovane Regina e le offre un passaggio.
Quella sera stessa, dopo aver insinuato che Tronte possa essere il padre di Regina, Jana si riappacifica con lui. 
Alla centrale nucleare, Jasmin sta per abbandonare l’edificio, quando vede che c’è qualcuno nell’ufficio della sua direttrice: si tratta delle tre persone con la cicatrice sopra al labbro, quelle che hanno appiccato il fuoco alla sala dell’organizzazione Sic Mundus. A quel punto, Jasmin minaccia i tre di chiamare la polizia, ma anche lei viene uccisa prima che possa farlo.
22 settembre 2020, mondo di Adam
La cittadina di Winden viene identificata come l’epicentro del cataclisma che ha devastato la Terra il 27 giugno, quando il pianeta si è fermato per un nanosecondo, provocando ogni sorta di disastro.
La Claudia adulta, nel frattempo, si sta prendendo cura della figlia Regina, che ha salvato dall’Apocalisse del 27 giugno 2020, ma che ora è malata gravemente di tumore al seno. Le due donne si sono rifugiate nell’ormai abbandonato dipartimento di polizia di Winden, dove Claudia ha allestito una piccola stanza per far riposare la figlia.
 Mentre Claudia esce per indagare e per trovare un modo di stabilizzare la “particella di Dio” e riportare così in vita tutti gli abitanti di Winden morti nell’Apocalisse, sua figlia viene uccisa da Tronte anziano, il quale si giustifica con lei, dicendole che “qualcuno” gli ha detto che quello era l’unico modo per salvarla.
Peter ed Elisabeth, dopo l’Apocalisse, sono usciti dal bunker dei Doppler ed hanno trovato riparo in una roulotte, ex abitazione della prostituta Bernadette; attualmente, padre e figlia sono alla ricerca di Franziska e Charlotte, che non figurano tra le vittime rinvenute dalle autorità di Winden.
 Dopo alcune ricerche, i due giungono a casa Kahnwald e Peter va ad esplorare i piani superiori; in quel preciso momento, entra in casa il giovane Noah, che parla con Elisabeth dicendole che sta cercando da mangiare e che dorme nelle caverne.
Quando ritorna in cucina, Peter intima a Noah di stare lontano da sua figlia, ma il giovane gli risponde che tutto quello che vuole è proteggere la ragazza e che lo farà anche dopo che Peter stesso sarà stato ucciso.
22 settembre 2053, mondo di Adam
Charlotte osserva una vecchia foto di Elisabeth e Noah ormai cresciuti, mentre cingono lei stessa da piccola.
Successivamente, dopo essersi ricongiunta con l’Elisabeth ormai adulta nelle grotte di Winden, Charlotte capisce di trovarsi di fronte non soltanto alla versione cresciuta della figlia, ma anche alla sua stessa madre. A quel punto, Elisabeth cerca di rassicurare Charlotte circa il loro futuro.
4 novembre 2019, mondo parallelo
Eva, ovvero la Martha anziana, porta il giovane Jonas nella loggia dell’Erit Lux (il corrispettivo, nel mondo parallelo, della stanza Sic Mundus), mostrandogli un dipinto di Adamo ed Eva e poi il pavimento della stanza, che presenta gli alberi genealogici dei loro rispettivi mondi, legati indissolubilmente dal simbolo dell’infinito. Anche se differenziati da piccoli aspetti, gli stessi eventi sono destinati ad accadere e ripetersi, nel mondo di Adam così come nel mondo di Eva: l’Apocalisse, nel mondo di Eva, avverrà nel giro di tre giorni. Dunque, sebbene Jonas avesse auspicato l’esistenza di un mondo in cui lui non esisteva, Mikkel e tutti gli altri moriranno comunque, anche in questa realtà.

## Adam ed Eva
- Titolo originale: Adam und Eva
- Diretto da: Baran bo Odar
- Scritto da: Jantje Friese
- Durata: 56:40

### Trama
Anno 1822, mondo di Adam
Il giovane Gustav Tannhaus sta facendo un viaggio in carrozza col padre, il quale ha con sé il bastone con l’incisione Sic Mundus sul pomolo, un anello con il simbolo dell’organizzazione e l’orologio che in futuro apparterrà a Charlotte.
L’uomo legge ad alta voce un passo tratto dalla pièce Ariadne e, quando il figlio gli chiede perché gli uomini muoiano, egli risponde che in realtà la morte non è definitiva, perché tutto ciò che ha vissuto continua a vivere nell’infinità del tempo.
Anno 1888, mondo di Adam
Gustav Tannhaus, ormai anziano, sta facendo un viaggio in carrozza, quando improvvisamente il veicolo si ferma ed il conducente viene assassinato. Successivamente, all’interno dell’abitacolo entra la versione adulta dei tre sconosciuti col taglio sul labbro. Lo sconosciuto adulto dice a Tannhaus di sapere che il vecchio si sta recando in città per informare il mondo intero dell’esistenza di alcuni viaggiatori venuti dal futuro (Jonas, Magnus, Franziska e Bartosz): egli cita le stesse parole scritte nella lettera che venne consegnata a Clausen da “un amico”, facendo intendere che fu lui a fare in modo che Clausen venisse a Winden e scatenasse l’Apocalisse.
Infine, dopo avergli detto che quello che sanno è solo una goccia in un oceano ancora ignoto, lo sconosciuto uccide Gustav, strangolandolo con lo stesso strumento con cui, nel 1987, aveva ucciso Bernd e l’assistente di Claudia, Jasmin.
In presenza dei suoi compagni di viaggio, lo Straniero prosegue i suoi esperimenti elettromagnetici nella speranza di far tornare il gruppo di ragazzi nell’epoca a cui appartengono. Gli esperimenti, tuttavia, non portano a niente di concreto e la situazione è peggiorata dalla tensione che sussiste fra lo Straniero e la Martha del mondo parallelo (quella con il taglio sotto all’occhio ed i capelli corti), nonché fra lo Straniero e Bartosz. Quest’ultimo, poco dopo, rivela ai presenti che lo Straniero è la versione adulta di Adam, l’uomo malvagio che ha ucciso la Martha del loro mondo, così i due finiscono per picchiarsi sotto alla pioggia, in cortile.
Successivamente, Martha cerca di convincere lo Straniero che può fidarsi di lei e, per farlo, gli mostra la sua macchina del tempo, tirando fuori da essa una boccetta di cesio, elemento fondamentale per farla funzionare, e dicendogli che quella è l’ultima dose che ella ha a disposizione. Lo Straniero, allora, compie un nuovo esperimento, servendosi della boccetta donatagli da Martha, che sembra andare a buon fine, visto che il liquido presente nella boccetta fuoriesce e ricrea la sfera nera rotante che permette di viaggiare nel tempo; dopo poco, però, l’elettricità viene a mancare e la sfera scompare. Lo Straniero, allora, si rivolge a Martha, per chiederle come mai l’esperimento non abbia funzionato, ma voltandosi nota che la ragazza non è più lì con lui: Martha, infatti, è tornata in camera da letto dove, prese delle altre boccette di cesio, che teneva segretamente nascoste, attiva di nuovo la sua macchina del tempo, sparendo poco prima che lo Straniero entri nella stanza per fermarla. 
23 settembre 2053, mondo di Adam
La sera del 23 settembre, la Martha con il taglio sotto all’occhio ed i capelli corti, teletrasportatasi lì dal 1888, entra nelle rovine della centrale nucleare. Una volta sul posto, incontra Adam che, osservando una sfera nera rotante che permette di viaggiare nel tempo, le dice che ha fatto la cosa giusta.
5 novembre 2019, mondo di Eva: tre giorni all'Apocalisse
Lo Jonas giovane parla con la Martha anziana, alias Eva, chiedendole per quale motivo lui si trovi in quel mondo parallelo. La Martha anziana gli risponde quindi che i due sono come Adamo ed Eva, legati da un destino comune, che non può essere infranto, e che lui si trova lì per salvare sia il suo mondo, che quello parallelo. Eva gli dice inoltre che, dopo molto tempo, ha finalmente capito che Jonas sceglierà sempre e solo di fare quello che gli permetterà di salvare la “sua” Martha e che è giusto che le cose vadano in quel modo; tuttavia, gli spiega anche che Jonas deve mostrare alla Martha di quel mondo parallelo come tutto sia interconnesso, affinché ella capisca cosa dev’essere fatto.
Alla fine, ricevuta da Eva una specie di torcia, Jonas se ne va.
Poco dopo, nella sala dell’Erit Lux entrano i tre responsabili dell’assassinio del vecchio Tannhaus: consegnati ad Eva l’orologio ed il libro su Ariadne, presi dopo l’omicidio del vecchio, oltre ad un quaderno contenente alcuni documenti sulla centrale nucleare, l’adulto del trio dice ad Eva che avrebbe dovuto dire a Jonas a cosa veramente è destinato e quale sorte lo attende. Eva, tuttavia, gli risponde dicendogli che sa che Jonas cercherà sempre di spezzare il loop temporale e ammette di non avergli rivelato che, affinché gli altri vivano, è necessario che la Martha del mondo di Jonas muoia.
Intanto, al distretto di polizia, Ulrich fa il punto della situazione sul ritrovamento del cadavere di Mads (che al collo porta un documento di identità) e poi, parlando da solo con Charlotte negli archivi, le dice che la loro relazione clandestina non può più continuare.
Successivamente, Ulrich torna nella casa dove vivono i figli per chiedere informazioni sulla notte in cui hanno ritrovato il corpo di Mads. L’uomo chiede loro se quello che sembra un evento paranormale non sia in realtà il risultato di uno stato di allucinazioni, indotto da alcune droghe che Kilian avrebbe fornito loro. A quel punto, Martha (quella senza il taglio sotto all’occhio) e Magnus, dopo avergli risposto che da Kilian non hanno ricevuto nessuna droga, gli intimano di andarsene.
Arrivata al distretto di polizia, Hannah capisce finalmente che Ulrich la tradisce con Charlotte, quindi si reca da Aleksander, alla centrale nucleare.
 Una volta entrata nel suo ufficio, Hannah ricatta l’uomo mostrandogli la busta in cui, 33 anni prima, il direttore della centrale aveva nascosto il proprio passaporto e la pistola con cui presumibilmente aveva compiuto un omicidio. Alla fine, Hannah dice ad Aleksander che custodirà il suo segreto, ma in cambio gli chiede di distruggere completamente Charlotte.
La giovane Martha senza il taglio sotto all’occhio parla con il fratello Magnus di ciò che è accaduto alle caverne e poi nel bunker dei Doppler, pensando di star impazzendo.
Recatasi nel bunker del suocero per ottenere indizi sul ritrovamento del cadavere di Mads, Charlotte trova una collana con una monetina legata all’estremità: è la stessa collana posseduta da Helge. Charlotte, allora, va in chiesa da Peter, chiedendogli dove sia stato Helge la sera precedente e se abbia mai usato il rifugio dove ha vissuto in gioventù per qualche scopo particolare. Peter si mostra perplesso e un po’ reticente a rispondere; proprio in quel momento, riceve una telefonata: dal distretto di polizia lo informano che Helge ha appena rilasciato una confessione, secondo cui sarebbe proprio lui l’assassino del bambino recentemente ritrovato morto.
Dopo aver parlato col fratello, Martha si reca da Kilian, il quale decide di terminare la loro relazione, pensando che la ragazza stia con lui soltanto per provocare i propri genitori. Il tutto avviene sotto agli occhi del giovane Jonas, nascostosi per non farsi vedere. 
Giunti al distretto di polizia, i coniugi Doppler cercano d’interrogare Helge, ma vengono interrotti da un Ulrich furioso, che si scaglia contro il vecchio chiedendogli cosa c’entri con la sparizione di Mads. Helge reagisce colpevolizzando a sua volta Ulrich («Sei stato tu!»), senza specificare di cosa lo stia effettivamente accusando.
Tornando a casa attraverso il bosco, la Martha senza il taglio sotto all’occhio viene fermata dal giovane Jonas che, dopo averle rivelato che i loro destini sono legati e che lui proviene da un mondo dove il loro passato è lo stesso, la conduce attraverso il tunnel temporale nelle caverne di Winden, sulla cui porta non c’è scritto “Sic Mundus Creatus Est”, bensì “Erit Lux” (“Sarà la luce”). 
Usciti dal tunnel, Jonas e Martha si ritrovano in una specie di deserto, dove vengono avvicinati da una figura incappucciata: si tratta di Martha adulta, una donna con una vistosa cicatrice sul volto, che accoglie i due nel “futuro”.

## L'origine
- Titolo originale: Der Ursprung
- Diretto da: Baran bo Odar
- Scritto da: Jantje Friese
- Durata: 1:04:24

### Trama
24 settembre 1954, mondo di Adam
Il giovane Tronte, recentemente abbandonato dalla madre, sta tornando a casa da scuola attraverso il bosco, quando incontra i tre sconosciuti con la cicatrice sopra al labbro. L’adulto del trio gli dice che conosceva molto bene sua madre Agnes e che è stato proprio lui a decidere il suo nome, facendo presumere che possa essere suo padre.
Prima di lasciar andare Tronte, l’uomo gli consegna un braccialetto a forma di serpente, nello specifico un uroboro, un tempo appartenuto ad Agnes.
Egon, intanto, ha portato avanti una relazione extraconiugale con Hannah, che lui conosce con il nome di Katharina Nielsen.
Dopo che i due hanno avuto un rapporto sessuale, Egon dice ad Hannah che la ama e le regala una collana con appesa la moneta raffigurante San Cristoforo, per poi tornare in ufficio, dove ad aspettarlo trova la moglie Doris. La donna è disperata per la scomparsa di Agnes (che tempo prima aveva affittato una stanza a casa loro con il figlio Tronte, diventando la sua amante), avvenuta ormai tre mesi prima. Doris dice ad Egon che, facendo il bucato, ha trovato un fazzoletto con le iniziali H.T., che potrebbero appartenere ad Hanno Tauber (ovvero Noah), prete di Winden anch’esso sparito nel nulla nello stesso periodo. Doris dice ad Egon che sospetta che Hanno/Noah sia in realtà il marito di Agnes e che abbia rapito la moglie per vendetta. Egon, a quel punto, le promette che si occuperà del caso di sparizione, ma Doris ha una reazione scomposta, dettata dall’amore segreto che prova per Agnes, alla quale Egon reagisce in modo scortese, spingendo la moglie ad andarsene.
Le giovani Claudia, Ines e Jana stanno consultando una rivista pornografica, quando Claudia ammette di aver visto Tronte nudo.
Durante una visita ginecologica, Hannah scopre di essere rimasta incinta, quindi va in ufficio da Egon per comunicarglielo: appresa la notizia, l’uomo resta sconvolto e riporta Hannah a casa, dove lei gli dice che non deve preoccuparsi, perché tanto non intende tenere il bambino. L’evento segna comunque la fine della relazione fra i due, con Egon che, prima di andarsene, lascia ad Hannah l’indirizzo di una donna che le permetterà di abortire in tutta sicurezza e i soldi necessari per pagarla.
Doris si reca in chiesa e qui trova i tre sconosciuti con la cicatrice sopra al labbro. L’adulto del trio le fa capire di essere a conoscenza della relazione segreta fra lei ed Agnes, poi insinua che anche Egon porti avanti una relazione clandestina con un’altra donna.
 Quella sera stessa, tornata a casa, Doris pone fine al matrimonio con Egon, dicendogli che è al corrente del suo tradimento. 
La giovane Claudia si reca a casa Doppler per le sue consuete lezioni con Helge, quando improvvisamente incontra Bernd che, dopo averle detto che è cresciuta ed è diventata molto bella, le ricorda di cogliere sempre le opportunità che la vita le offre.
I tre sconosciuti con la cicatrice sopra al labbro affrontano il responsabile dell’approvazione dei procedimenti penali per fermare la costruzione della nuova centrale nucleare e, sotto minaccia di morte, lo costringono a firmare i documenti per far ripartire i lavori.
Giunta dalla signora Obendorf per abortire, Hannah incontra la giovane Helene, futura madre di Katharina; mentre la ragazzina sta entrando nella stanza per andare ad abortire, Hannah le dona la collana con il pendente di San Cristoforo, dopodiché lascia la casa, decidendo di tenere il bambino di Egon e andandosene con appresso la macchina del tempo.
Tronte si confida con la giovane Jana sul fatto di non conoscere l’identità di suo padre, poi le parla dell’incontro di quella mattina avvenuto con lo sconosciuto. Successivamente, Jana riceve da Tronte il bracciale a forma di uroboro, prima che Claudia li sorprenda e porti via con sé Tronte.
Quella sera stessa, in casa Tiedemann, Claudia visiterà Tronte in camera da letto e si spoglierà davanti a lui, alludendo ad un rapporto sessuale tra i due.
6 novembre 2052, mondo di Eva
In una stanza con le pareti recanti i nomi dei vari personaggi, la Martha adulta rivela alla Martha più giovane (quella senza il taglio sotto all’occhio) la sua vera identità, poi le illustra come sarà il suo futuro se tra due giorni avrà luogo l’Apocalisse. Successivamente, la donna illumina Jonas sul fatto che Eva gli abbia mentito, quando gli ha detto che sarebbe stato possibile salvare entrambi i mondi spezzando il nodo, perché in realtà uno dei due mondi deve essere sacrificato per permettere all’altro di salvarsi.
 Rifiutandosi di credere a quanto sta succedendo, la giovane Martha se ne va, ma Jonas, dopo aver ascoltato le parole della Martha adulta sulla possibilità che, in quel mondo parallelo, possa vivere la sua vita con l’amata come ha sempre desiderato, la segue e la convince che quello che sta accadendo è reale e che i due devono collaborare per sistemare le cose.
Poco dopo esser rimasta sola nel bunker, la Martha adulta unisce con un doppio segno i nomi di Martha e di Jonas e li collega al simbolo dell’infinito, suggerendo che siano proprio loro due a dare origine al loop temporale.
 Successivamente, nella stanza entra Noah adulto che, ripercorrendo l’albero genealogico formato dai nomi scritti sulle pareti, afferma che esso non è altro che un circolo senza fine, nel quale lui, Agnes, Tronte, Ulrich e la stessa Martha sono tutti legati dal fatto di essere nati dalla stessa persona, a sua volta messa al mondo da Martha. 
6 novembre 2019, mondo di Eva: due giorni all'Apocalisse
Per salvare la vita a Mikkel e a tutti gli altri, Jonas e Martha devono ora unire le forze per fermare in tempo l’imminente Apocalisse.
 Tornati nel 2019, i due giovani giungono a casa di Martha, dove, sopraffatti dall’amore che li lega, consumano un rapporto sessuale.
Nel frattempo, la versione adulta dello sconosciuto con la cicatrice sopra al labbro termina di scrivere l’ultima pagina del diario con il simbolo di Sic Mundus (ovvero il triquetra) in copertina.
Anno 2053, mondo di Adam
Agnes adulta si trova nelle rovine della centrale nucleare insieme ad Adam, che le consegna la pagina dell’articolo di giornale dove si denuncia la morte della Claudia anziana, per poi incaricarla di consegnarla a Claudia stessa nel momento più opportuno.
La giovane Martha con il taglio sotto all’occhio ed i capelli corti si risveglia di soprassalto, trovando accanto a sé Magnus adulto, il quale le dice di essersi chiesto, per anni, perché nel 1888 lei abbia abbandonato lui, i suoi amici e lo Straniero e perché, prima di andarsene, li abbia aiutati a creare la misteriosa materia oscura. In realtà, quell’azione era stata un ordine diretto di Adam e, visto che adesso Magnus l’ha capito, perdona in un certo senso la sorella.
Dopo aver avuto la conferma che Adam dirà alla giovane Martha qual è l’origine di tutto, Agnes adulta abbraccia la giovane Silja in lacrime, per poi entrare nella sfera temporale rotante.
Dopo il dialogo con la versione adulta di suo fratello, la giovane Martha con il taglio sotto all’occhio ed i capelli corti entra nella sala dove si trova anche Adam e dice all'uomo che ora è lui a dover fare quanto ha promesso, ossia svelarle dove si trova l’origine e dirle come distruggerla. Adam, allora, dopo aver detto alla ragazza che gli ci sono voluti ben 66 anni per capire in che modo tutto sia interconnesso, la guida nella camera dove, nell’altro mondo, lei e Jonas consumarono il loro rapporto sessuale. Dopodiché, le mostra le ultime pagine del diario: in esse sono scritti tutti i nomi già visti dalla Martha adulta sulle pareti del bunker e, proprio come in quel caso, i nomi di Martha e di Jonas sono uniti da una doppia linea e collegati al simbolo dell’infinito. A quel punto, Adam spiega a Martha che l’inizio del nodo, ovvero l’origine di tutto, è il figlio che lei porta ora in grembo.

## Vita e morte
- Titolo originale: Leben und Tod
- Diretto da: Baran bo Odar
- Scritto da: Jantje Friese
- Durata: 1:04:02

### Trama
Nel mondo di Eva manca un giorno esatto all’Apocalisse.
Anno 1987, mondo di Adam
Nell’ospedale psichiatrico locale, Katharina si mette d’accordo con Ulrich per farlo scappare, andare a riprendere Mikkel e riportarlo nel presente: per fare ciò, la donna ha intenzione di rubare a sua madre Helene la chiave elettronica che fornisce l’accesso alla sezione dell’ospedale dove attualmente si trova rinchiuso il marito.
Katharina segue la madre nel bosco, dopo che quest’ultima ha terminato il proprio turno all’ospedale, e cerca di rubarle la chiave elettronica, ma il tentativo di furto sfocia in un’aggressione nella quale Katharina viene uccisa a colpi di pietra da Helene, che poi si sbarazza del cadavere della figlia, facendolo affondare nel lago: Katharina diventa così la donna il cui corpo galleggiante porterà al racconto di cui parlano Jonas, Martha, Magnus e Bartosz durante la loro gita al lago, nell’estate del 2019.
 Durante lo scontro tra le due donne, Katharina strappa dal collo della madre la catenina di San Cristoforo regalatale da Hannah nel 1954, che rimane così sepolta nella spiaggia del lago fino al 2019, anno in cui verrà trovata da Martha e Jonas, diventando il simbolo del loro amore.
Tornata a casa, Helene è ancora traumatizzata per l’accaduto e pertanto cerca di lavarsi via il sangue dalle mani nel lavello della cucina; tuttavia, quando la giovane Katharina le chiede cosa sia successo, Helene nota sul collo della figlia un’ecchimosi (un succhiotto) e la picchia, non approvando la relazione tra Katharina ed il giovane Ulrich.
La giovane Charlotte apprende la verità su come sia arrivata a casa di H.G. Tannhaus, il quale le racconta la tragedia della morte di suo figlio Marek, della moglie di lui, Sonja, e della loro piccola bambina, periti in un incidente stradale la stessa sera in cui due donne misteriose giunsero in negozio e consegnarono all’orologiaio la piccola Charlotte.
Ferita nel profondo per non aver saputo niente di nuovo sui suoi genitori, la giovane Charlotte lascia la bottega del nonno adottivo e si reca alla fermata degli autobus, dove farà la conoscenza del giovane Peter, arrivato per la prima volta a Winden per conoscere finalmente suo padre, Helge, dato che i suoi genitori vivono separati da prima ancora che lui nascesse. Accomunati da una situazione familiare tragica, i due ragazzi fanno amicizia.
Dopo un periodo di precauzione trascorso lontano da Winden, a seguito del tentato “rapimento” da parte di Ulrich, Mikkel/Michael ed Ines tornano finalmente a casa loro.
Anno 2020, mondo di Adam
Elisabeth bambina, che ha in mano lo stesso orologio che fu del padre di Gustav e poi di Charlotte, è stanca di cercare, insieme a Peter, la sorella e la madre disperse, quindi scappa dal padre per far ritorno alla loro roulotte. Qui, la bambina viene aggredita da un bruto che stava depredando la loro casa mobile; Peter sopraggiunge appena in tempo ed inizia uno scontro fisico con l’uomo, nel quale, però, ha la peggio e finisce sgozzato, mentre Elisabeth, con un estintore, riesce ad uccidere l’uomo sconosciuto.
 Rimasta sola, senza più nessuno al mondo e confusa, la piccola si dirige alle grotte, dove viene trovata, insanguinata ed in lacrime, dal giovane Noah, che tempo prima le aveva fatto sapere di aver trovato dimora lì. 
Claudia adulta ha appena finito di seppellire la figlia Regina nel bosco, dopo averla trovata morta.
Successivamente, la donna torna al dipartimento di polizia, che utilizza come abitazione, e vi trova la sua controparte proveniente dal mondo di Eva, che le spiega l’esistenza di due fazioni che stanno combattendo fra loro per il controllo dei viaggi nel tempo: la donna vuole che Claudia si unisca a lei, per stare dalla parte di Eva, la quale, a differenza del futuro Jonas (Adam), che ha intenzione di cancellarli, vuole salvare entrambi i mondi. La Claudia del mondo di Eva le rivela inoltre l’origine del passaggio nelle caverne: Jonas giovane lo ha riaperto nel 2020 quando, l’anno prima, lo Straniero lo aveva chiuso, dopo che era stato aperto per la primissima volta in assoluto nell’estate del 1986. Durante ogni ciclo, in questi tre momenti, il cesio, un componente della materia oscura, viene portato nel tunnel, potenziandosi continuamente senza decadere: è proprio in questo modo che il passaggio ha avuto origine e così dovrà continuare ad essere, in un perpetuo ciclo di vita e di morte.
Detto ciò, la donna torna nel proprio mondo, quello parallelo, non prima di aver lasciato all’altra Claudia il famoso diario e averle dato delle direttive: Adam non deve essere messo in condizione di “sciogliere il nodo”, ossia interrompere il corso degli eventi, e lei dovrà condurre Jonas, Noah ed Elisabeth sempre sullo stesso, identico cammino, seguendo quanto c’è scritto nel diario.
Anno 2053, mondo di Adam
Charlotte adulta viene persuasa da Adam ad unirsi alla sua causa: distruggere il nodo una volta per tutte. Secondo Adam, Eva è destinata a fallire perché il suo mondo non merita la salvezza più del loro. 
Le versioni adulte di Charlotte ed Elisabeth salutano per l’ultima volta la Franziska adulta, prima di indossare la tuta anti-radiazioni e dirigersi verso la materia nera con una destinazione temporale ignota. 
7 novembre 2019, mondo di Eva: un giorno all'Apocalisse
Le indagini di Charlotte sulla scomparsa di Erik ed il ritrovamento del corpo di Mads la riportano da Aleksander, il quale, intanto, è indaffarato con l’imminente chiusura della centrale.
La poliziotta chiede ad Aleksander se, per caso, abbia conservato i documenti coi turni lavorativi dei dipendenti relativi all’anno 1986, per poter dare loro un’occhiata: a quel punto, Charlotte scopre che il suocero, il giorno della sparizione di Mads, finì di lavorare 20 minuti prima che il bambino scomparisse.
Tornata a casa, la donna informa Peter che Helge potrebbe avere a che fare con la morte dei ragazzi scomparsi, ma il prete, che intanto ha iniziato ad intuire della relazione della moglie con Ulrich, si rifiuta di crederle.
La Martha senza il taglio sotto all’occhio ed il giovane Jonas si risvegliano a casa di lei, dopo aver avuto un rapporto sessuale. Successivamente, i due si recano alla centrale nucleare, con Jonas deciso ad impedire che i barili contenenti i residui di cesio vengano scoperchiati e quindi producano l’Apocalisse.
 Passando sotto alla rete di protezione che circonda la centrale, Martha si provoca la famosa ferita sotto all’occhio che aveva anche la Martha che salvò Jonas dall’Apocalisse nel suo mondo: accorgendosene, il ragazzo capisce che Eva gli ha mentito, perché gli aveva detto che voleva cambiare il corso degli eventi, quando invece le cose si stanno ripetendo esattamente nello stesso modo.
Jonas, arrabbiato e seguito da Martha, decide di usare il passaggio nelle caverne per tornare da Eva e farsi rivelare la verità: il ragazzo affronta la Martha anziana, chiedendole di poter tornare nel suo mondo, ma la donna nega che per lui possa esserci questa possibilità, perché ormai, avendo già compiuto quello per cui era stato portato in quel mondo, ovvero concepire l’origine del loop assieme a Martha, lo aspetta la morte. D’improvviso, nella stanza entrano la Martha adulta ed un’altra giovane versione di Martha, che però ha un profondo taglio che le deturpa l’intero viso, simile alla cicatrice della Martha adulta e di quella anziana; sarà proprio questa Martha a sparare a Jonas che, prima di morire, consegnerà alla Martha non ancora sfigurata il proprio pendente di San Cristoforo.

## Luce e ombra
- Titolo originale: Licht und Schatten
- Diretto da: Baran bo Odar
- Scritto da: Jantje Friese, Marc O. Seng
- Durata: 58:32

### Trama
Anno 1888, mondo di Adam
Lo Straniero legge la lettera scrittagli da Martha, quella che gli aveva consegnato Noah prima dell’Apocalisse del 2020: ricordandogli della promessa di rimettere tutto a posto che le aveva fatto in punto di morte, Martha gli rivela che, alla fine, lui riuscirà a salvare entrambi. Sciogliere il nodo, e quindi il loop temporale, comporterà però dei sacrifici: per far sì che Martha possa vivere, lo Straniero deve lasciare che l’Apocalisse accada e che la sua Martha muoia, uccisa da Adam. Alcune cose, scrive la ragazza, vanno lasciate andare, prima che esse ci ritrovino. Lette le ultime parole («Siamo fatti per stare insieme, non credere mai che non sia così»), lo Straniero brucia la lettera.
Anno 2053, mondo di Adam
Nelle rovine della centrale nucleare, Adam fa imprigionare dalla giovane Silja la Martha che è giunta da lui dal 1888, quella con il taglio sotto all’occhio ed i capelli corti. Quando poi l’uomo la va a trovare, Martha gli urla dietro, dicendogli che le ha mentito in quanto le aveva detto che esisteva un modo per cambiare il corso degli eventi ed impedire l’Apocalisse. Adam, allora, le risponde che, sebbene l’orologiaio Tannhaus (quello del 1888) avesse costruito la prima macchina del tempo per creare un paradiso in cui tutti sarebbero stati liberi dal dolore, lui ha capito che, in realtà, il paradiso consiste in una sconfinata oscurità e, affinché questa sia creata, l’Apocalisse deve avvenire in ambedue i mondi.
Successivamente, la giovane Silja preleva Martha (quella con il taglio sotto all’occhio ed i capelli corti) dalla sua cella e la fa preparare per l’incontro finale con Adam, che raccomanda intanto alle versioni adulte di Magnus e di Franziska di svolgere il loro compito.
8 novembre 2019, mondo di Eva: giorno dell'Apocalisse
Martha, ancora sotto shock per la morte di Jonas, fa ritorno a casa sua, dove cerca di avvisare Magnus dell’imminente disastro e dell’Apocalisse che incombe su tutti quanti loro; tuttavia, il fratello non le presta ascolto e si allontana. 
A casa Tiedemann, Aleksander confessa a Bartosz che qualcuno, ossia Hannah, lo sta ricattando a causa dell’omicidio che lui, Boris Niewald, ha commesso 33 anni prima a Marburgo.
Charlotte va a casa di Ulrich e, dopo essere stata minacciata da Hannah, che le fa capire di aver scoperto la loro relazione segreta, riesce a parlare con l’uomo, comunicandogli che la moneta ritrovata nel bunker e quella portata al collo da Helge sono perfettamente identiche, quasi come se fossero un’unica moneta che abbia viaggiato attraverso il tempo.
Martha (abbandonata da Magnus), dopo essersi tagliata i capelli e dopo aver acquisito un aspetto sempre più simile alla se stessa che, alla fine della seconda stagione, ha salvato Jonas dall’Apocalisse del 2020, parla del destino con la madre Katharina, per poi abbracciarla.
Ulrich, appreso della storia della moneta da Charlotte, si reca all’obitorio locale e qui, grazie alla cicatrice presente sul mento, capisce che il cadavere recentemente ritrovato è proprio quello di Mads; il poliziotto va quindi in prigione da Helge e, dopo averlo accusato dell’omicidio del fratello, gli chiede spiegazioni. Helge afferma che è stata una certa “lei” a dirgli di mandare il cadavere di Mads nel futuro per colmare i vari vuoti e che ora il suo scopo è quello di fermare una certa persona, ossia Ulrich stesso. Il poliziotto, a quel punto, lo lascia andare, per poi seguirlo nelle grotte, dove trova il portale con la scritta “Erit Lux”; facendosi luce con l’ausilio di un accendino, Ulrich entra nel passaggio.
Dopo che Aleksander si è recato al lavoro, Martha fa visita a Bartosz e gli racconta che, 33 anni prima, è avvenuto un misterioso incidente alla centrale nucleare, che ha fatto formare una strana sostanza rimasta nelle grotte in seguito all’insabbiamento dell’evento, al quale ha contribuito lo stesso Aleksander. Martha, ora, vuole che Bartosz impedisca al padre di aprire i barili e scatenare così l’Apocalisse, ma l’uomo non risponde alla chiamata del figlio. I due amici si dirigono quindi verso la centrale, salvo venire intercettati lungo la strada da Magnus e Franziska adulti che, mandati lì da Adam, spiegano a Martha che Eva e la Martha adulta le hanno mentito, in quanto le due, in realtà, non vogliono impedire lo scatenarsi dell’Apocalisse ma, al contrario, ne sono le responsabili: se vuole che le cose cambino, la giovane Martha deve seguire i due e fidarsi di Jonas, che nel loro mondo è ancora vivo ed ha finalmente scoperto dove si trova l’origine di tutto. Prima, però, Martha deve salvare il giovane Jonas dall’Apocalisse del suo mondo e portarlo lì, nel mondo parallelo: a quel punto, Martha diviene definitivamente la se stessa apparsa alla fine della seconda stagione.
Anno 2020, mondo di Adam
Nelle rovine della centrale nucleare, Claudia adulta si appresta a seguire le istruzioni del diario consegnatole dalla sua controparte del mondo parallelo; la donna raggiunge quindi la sala nella quale si trova la “particella di Dio” e si prepara a toccarla, ma viene fermata dal giovane Jonas: egli è sopravvissuto all’Apocalisse e non è andato nel mondo parallelo di Eva; infatti, dopo che la sua Martha è stata uccisa da Adam, si è rifugiato in cantina prima che cominciasse l’Apocalisse, senza venir portato via dalla Martha del mondo parallelo.
 Il ragazzo in questione dice a Claudia che, dopo il disastro nucleare, le caverne sono ormai collassate ed il passaggio non esiste più: dunque, l’unica possibilità di tornare a viaggiare nel tempo, è legata alla “particella di Dio”. Claudia, allora, dice a Jonas che lei possiede ancora la macchina del tempo, ma che essa è ormai rotta e che, forse, per la prima volta in assoluto, le cose andranno diversamente, 33 anni dopo. Nonostante ciò, il ragazzo è arrabbiato per tutto quello che è successo e chiede a Claudia perché la sua controparte anziana, che sapeva che la sua Martha sarebbe morta, non gli abbia detto niente; Claudia, a quel punto, gli risponde che lei sa cosa sia quella strana materia presente nella centrale e che può aiutare Jonas a salvare tutti quanti, Martha compresa.
Epoca spazio-temporale imprecisata
I tre sconosciuti con la cicatrice sopra al labbro si avvicinano alla sfera nera rotante. L’adulto la stabilizza, permettendo al bambino e all’anziano di entrarvi, dopodiché estrae dalla sua giacca la piccola macchina che permette di viaggiare fra i mondi, la stessa usata dalla Martha con il taglio sotto all’occhio alla fine della seconda stagione.
Anno 2052, mondo di Eva
La Martha adulta e la giovane Martha con la cicatrice sul viso, quella che ha appena sparato a Jonas, si trovano nella stanza ovale dell’Erit Lux. La Martha adulta ribadisce la necessità della morte di Jonas e dice alla sua controparte più giovane che ora ogni cosa seguirà il suo corso in entrambi i mondi.
Dopo aver scritto e firmato la lettera che nel giugno del 2020 Noah consegnerà allo Straniero, la giovane Martha sfigurata in volto si chiede come sia possibile che Jonas sia ancora vivo nel mondo di Adam. Eva, allora, le spiega che esistono due realtà sovrapposte: una in cui Jonas sopravvive all’Apocalisse rifugiandosi in cantina ed un’altra in cui viene salvato dalla Martha del mondo parallelo, per essere successivamente ucciso. Entrambe le possibilità si ripetono all’infinito ed ognuna è il fattore scatenante dell’altra, secondo il principio della correlazione quantistica: Adam sta cercando d’infrangere da 33 anni questa correlazione, cosicché il bambino che Martha porta in grembo non nasca mai, ma ciò, secondo Eva, è impossibile, perché i due mondi non possono essere separati e Jonas non può sfuggire al suo destino.
Giunta nella sala con la sfera nera rotante, Eva congeda i membri dell’Erit Lux, dicendo che sono i custodi del nodo e che, d’ora in avanti, dovranno ricoprire il ruolo a loro assegnato all’interno del loop: Bartosz adulto deve salvare il se stesso più giovane per difendere le loro vite; Claudia adulta deve guidare la sua controparte del mondo parallelo, affinché quest’ultima diventi una spia nel mondo di Adam; Egon anziano deve creare il suo passato per preservare l’albero genealogico; Noah adulto e Noah giovane, col loro amore, dovranno rinnovare ogni cosa.
 Finito il discorso ai suoi discepoli, Eva stabilizza la sfera rotante.
Anno 1986, mondo di Adam e mondo di Eva
Nel mondo di Adam, la versione adulta dello sconosciuto s’introduce nella centrale nucleare di Winden, causando l’incidente che creerà il materiale radioattivo che, 33 anni dopo, sarà responsabile dell’Apocalisse.
Nel mondo di Eva, le versioni bambina ed anziana dello sconosciuto fanno lo stesso.
8 novembre 2019, mondo di Eva
Noah adulto conduce la piccola Elisabeth dal giovane Noah, nel bunker dei Doppler, per salvarla dall’imminente Apocalisse.
Bartosz adulto si occupa di salvare il se stesso più giovane, per poi raccontargli tutta la verità circa ciò che sta succedendo.
Claudia adulta si appresta ad incontrare la sua controparte del mondo di Adam per la prima volta.
Egon anziano raggiunge Hannah, proprio mentre questa sta avendo un aborto spontaneo .
Aleksander conduce Charlotte ai barili di cesio e ne apre uno, sprigionando la materia nera e dando così inizio all’Apocalisse.
Anno 1888, mondo di Adam
La Martha adulta lascia sulla scrivania della camera dello Straniero la lettera della giovane Martha, la stessa che, nel corso degli anni, passerà nelle mani di Adam, di Noah e poi dello Straniero stesso che, infine, la brucerà.
Anno 2053, mondo di Adam
Tutti i membri del Sic Mundus (Magnus e Franziska, Charlotte ed Elisabeth, Silja e Agnes) stanno viaggiando nel tempo al fine di salvaguardare il ciclo e permettere ad Adam di attuare il suo piano: convogliare tramite una macchina spazio-temporale le energie di entrambe le Apocalissi per uccidere Martha ed il bambino che ella porta in grembo, ossia l’origine del loop. Soltanto così il nodo sarà sciolto una volta per tutte ed entrambe le realtà annientate, in un perfetto annichilimento.
 Alla fine, in lacrime, Adam attiva la macchina spazio-temporale e osserva la materia nera avviluppare completamente la giovane Martha incinta, disintegrandola una volta per tutte.

## Nel frattempo
- Titolo originale: Zwischen der Zeit
- Diretto da: Baran bo Odar
- Scritto da: Jantje Friese
- Durata: 1:09:28

### Trama
Anno 1890, mondo di Adam
Due anni prima, lo Straniero aveva portato i giovani Bartosz, Magnus e Franziska in quell’epoca temporale per salvarli dall’Apocalisse del 2020, ma Bartosz è ormai stufo delle menzogne dello Straniero, che non vuole riportarli a casa e, al contrario, sta cercando di aprire un varco per poter trovare l’origine del loop e distruggerla una volta per tutte. 
Successivamente, Bartosz incontra Silja nei boschi: la giovane è stata mandata lì, in missione, per conto di Adam.
Anni 1904-1911, mondo di Adam
Silja e Bartosz si apprestano ad accogliere il loro primo figlio e, quando la levatrice chiede loro come lo chiameranno, Silja risponde “Hanno”, confermando che lei e Bartosz sono i genitori di Noah e di Agnes, che nascerà successivamente, nel 1910: tuttavia, nel darla alla luce, Silja muore.
Un anno dopo, Hannah si presenta da Bartosz con la figlia avuta da Egon durante la loro relazione segreta del 1953: si tratta proprio di Silja, futura moglie di Bartosz.
Successivamente, Hannah chiede di poter vedere suo figlio Jonas, che nel frattempo ha assunto il volto sfigurato di Adam, dovuto ai continui lavori per far funzionare la materia oscura senza tuta protettiva che, a causa delle continue scariche elettriche, hanno provocato il deturpamento del suo corpo e del suo viso. Hannah gli presenta così la sorellina e gli spiega che, pochi giorni prima, una donna di nome Eva si era presentata a casa loro, per dirle dove si trovasse Jonas. Hannah si scusa con il figlio e ammette che è stata tutta colpa sua, ma che adesso lei sarà più presente per lui. Quelle parole, però, non sembrano scalfire affatto lo Straniero, che ordina a Bartosz di preparare una camera per la madre e la sorella.
Quella stessa notte, lo Straniero dice alla madre che il posto di lei e della piccola Silja non è lì: quindi, dopo aver soffocato a morte Hannah, l’uomo porta via la sorella.
Anno 2021, mondo di Adam
Nelle grotte di Winden, i giovani Noah ed Elisabeth scavano tra le rocce per arrivare al passaggio segreto che reca la scritta “Sic Mundus Creatus Est”. Noah è fermamente convinto che Adam manterrà la promessa, che il passaggio si aprirà e che presto loro arriveranno al tanto bramato “Paradiso”.
Anno 2023, mondo di Adam
Claudia adulta e Jonas ragazzo non riescono a stabilizzare la “particella di Dio” che consente di viaggiare nel tempo. Jonas si reca allora a casa sua e cerca d’impiccarsi come fece suo padre Michael, ma il giovane Noah arriva in tempo e lo salva, spiegandogli che lui non può morire, in quanto il futuro sé più anziano esiste già. 
Successivamente, Noah conduce Jonas nel varco scavato da lui e da Elisabeth, ma i due ragazzi raggiungono soltanto una parete rocciosa. Tuttavia, Noah è convinto che il passaggio presto si aprirà di nuovo e che Adam condurrà tutti in paradiso.
Anno 2040, mondo di Adam
Gli adulti Jonas, Noah e Claudia faticano ancora a stabilizzare la “particella di Dio” per riaprire il portale.
Noah sospetta che Claudia li stia ostacolando, mentre Jonas continua a non fidarsi delle promesse di Adam fatte tanti anni prima a Noah.
Claudia adulta, che effettivamente sta sabotando gli esperimenti su ordine di Eva, incontra la sua controparte dell’altro mondo, ma è ormai stufa di eseguire i suoi ordini, visto che Eva vuole preservare un loop in cui Regina è condannata alla sofferenza. Claudia, invece, vorrebbe trovare un modo per far davvero vivere la figlia, quindi spara alla se stessa del mondo di Eva e s’impossessa della macchina che permette di viaggiare tra i mondi. Successivamente, si presenta al cospetto della versione anziana di Martha, spacciandosi per l’altra se stessa, e riceve dalla vecchia i progetti per la macchina del tempo ed il compito di consegnarli a Tannhaus.
Anno 2041, mondo di Adam
Charlotte ed Elisabeth adulte arrivano dal 2053 e rapiscono la piccola Charlotte, che a quel punto ha un anno di età, portandola via assieme all’orologio di Tannhaus che presenta l’iscrizione «Per Charlotte».
Noah adulto è convinto che dietro al rapimento della figlia ci sia Jonas: dopo aver brandito il diario con la triquetra in copertina, il futuro prete promette all’Elisabeth del suo presente che riporterà la loro adorata figlia a casa.
Anno 1920, mondo di Adam
Giunto dal futuro, Noah adulto si reca alla sede del Sic Mundus, dove affronta Adam, il quale lo convince che è stata Claudia a tradirli, proprio come Noah aveva sempre temuto. Adam affida così un’ultima missione a Noah, in vista dell’ultimo ciclo: trovare le tre pagine mancanti del diario con la triquetra in copertina, perché solo allora lui saprà dove si trova Charlotte e scoprirà la sua destinazione finale.
Alla fine, Adam consegna all’uomo una Bibbia, che allude alla sua nuova identità sacerdotale.
Anno 2052, mondo di Adam
Claudia anziana invia lo Jonas adulto, ovvero lo Straniero, indietro nel tempo. L’unico modo per cambiare il corso delle cose, adesso che la materia può essere stabilizzata, è far sì che tutti gli eventi si ripetano esattamente come sono sempre accaduti e, per questo motivo, lo Straniero dovrà condurre lo Jonas giovane sulla giusta strada. Claudia gli consegna anche una copia di Un viaggio attraverso il tempo, di H.G. Tannhaus, in modo tale che l’orologiaio possa riparare il dispositivo in ottone: lo Jonas adulto ha infatti ricevuto il compito di distruggere il passaggio e con esso il nodo.
Una volta che lo Straniero se n’è andato, Claudia strappa le ultime pagine dal diario con in copertina la triquetra e le nasconde.
Anni 1974-1986, mondo imprecisato
H.G. Tannhaus visita la tomba del figlio Marek, della moglie di lui, Sonja, e della loro piccola figlioletta, Charlotte, morti in un tragico incidente stradale l’8 novembre 1971. Successivamente, l’uomo si reca nel bunker dove poi costruirà il primo prototipo di macchina del tempo.
Tannhaus completerà i lavori sulla sua macchina nel 1986, attivandola per la prima volta in assoluto.
27 giugno 2020, mondo di Adam
Nel piano di realtà in cui la Martha del mondo di Eva non entra in casa Kahnwald per salvare Jonas e portarlo nel suo mondo, la ragazza viene fermata dall’arrivo del giovane Bartosz, che le rivela che Adam e gli adulti Magnus e Franziska le hanno mentito: i due devono subito andar via da lì, perché il piano di Adam prevede la sua uccisione.
Anno 2052, mondo di Eva
Il giovane Bartosz porta Martha nella loggia dell’Erit Lux, così la ragazza si ritrova nuovamente al cospetto di Eva, che le ricorda che il loro è il lato della luce. Per farglielo tenere a mente, Eva sfigura Martha con un coltello, provocandole il vistoso taglio sulla guancia che lei e l’altra Martha, ovvero quella adulta, sfoggiano ormai da tempo.
Anno 2053, mondo di Adam
Finalmente, Adam porta a compimento il piano di distruggere la giovane Martha incinta, che viene inghiottita dalla materia nera rotante e scompare insieme ad essa. Qualcosa, però, deve essere andato storto: Adam, infatti, esiste ancora, così come la sua realtà. Inaspettatamente, fa il suo ingresso nella stanza la Claudia anziana.

## Il paradiso
- Titolo originale: Das Paradies
- Diretto da: Baran bo Odar
- Scritto da: Jantje Friese
- Durata: 1:13:06

### Trama
Anno 2053, mondo di Adam
Claudia spiega ad Adam che, con tutti i suoi tentativi di distruggere il nodo, non ha fatto altro che preservarlo. L’origine non giace nel collegamento tra i due mondi, ma al di fuori di entrambi: esiste, infatti, una terza dimensione, il mondo d’origine, nel quale il nodo è scaturito per il tentativo di H.G. Tannhaus d’inventare il viaggio nel tempo, cercando di salvare dalla morte la sua famiglia. Quando il macchinario di Tannhaus entrò in funzione, si verificò una scissione che portò alla creazione dei mondi di Adam e di Eva. Per cancellare i due mondi e tutto il dolore che essi contengono, dolore causato da Adam e da Eva nel tentativo di distruggere o preservare il loop, è necessario recarsi nel mondo d’origine ed impedire l’invenzione del viaggio nel tempo e nello spazio.
Claudia ha capito tutto ciò negli ultimi 33 anni, durante i quali, viaggiando tra i due mondi, ha cercato di comprendere come essi fossero collegati e come fare in modo che sua figlia Regina potesse vivere. 
Anno 2052, mondo di Eva
Eva rivela alla giovane Martha appena sfigurata che lei aspetta il figlio concepito con Jonas, l’origine di tutto, e le presenta le tre future versioni del nascituro: i tre sconosciuti con la cicatrice sul labbro.
Successivamente, Eva spiega che solo la preservazione del loop può permettere al figlio di sopravvivere e ciò porta definitivamente Martha dalla parte di Eva.
7 novembre 2019, mondo di Eva
La giovane Martha con il volto sfigurato viaggia indietro nel tempo insieme alle sue versioni più anziane ed uccide Jonas di fronte alla se stessa del passato.
Anno 2053, mondo di Adam
Claudia racconta ad Adam che iniziò ad indagare sulla possibile esistenza di un terzo mondo quando realizzò che non tutti facevano parte del nodo: Regina è tra questi, non essendo in realtà figlia di Tronte, dunque nel mondo d’origine potrebbe vivere anche se si disfacesse il nodo, mentre negli altri due mondi è sempre destinata a morire.
Successivamente, viene mostrato, tramite flashback, che fu proprio la Claudia anziana a mandare il Tronte anziano ad uccidere Regina, in modo tale da porre fine alle sue sofferenze e permettere a se stessa di diventare ciò che è ora. Claudia ha dovuto poi assicurarsi che ogni cosa accadesse com’è sempre accaduta, tenendo all’oscuro tutti, per far sì che arrivasse il momento in cui lei avrebbe rivelato ad Adam come sciogliere il nodo. Ora, quel momento è finalmente arrivato: Claudia informa Adam che, durante l’Apocalisse, il tempo si fermerà per una frazione di secondo, distorcendo i principi di causa ed effetto; grazie a questa scappatoia, Eva e suo figlio esistono ancora, nonostante Adam abbia ucciso Martha, e Claudia stessa ha sfruttato quella scappatoia per avere quella conversazione con lui. Ora, anche Adam dovrà approfittare dell’Apocalisse per far intraprendere al giovane Jonas un percorso diverso, che non lo trasformi in lui, mandandolo invece nel mondo d’origine assieme a Martha, per porre fine a tutto.
8 novembre 1986, mondo di Eva
Seguendo l’Helge anziano nel tunnel temporale, Ulrich si ritrova nell’anno in cui Mads scomparve e incontra la versione adulta di Helge. Per salvare Mads, Ulrich decide di uccidere Helge con un grosso sasso, facendogli perdere un occhio. L’uomo viene tuttavia raggiunto dall’Helge anziano, che lo uccide con un piede di porco e salva la sua controparte adulta.
27 giugno 2020, mondo di Adam
Seguendo le indicazioni della Claudia anziana, Adam raggiunge il giovane Jonas nel momento esatto in cui la sua amata Martha è appena stata uccisa, con un colpo di pistola, da lui stesso, e l’Apocalisse sta iniziando: a quel punto, lo convince a seguirlo nel mondo di Eva.
8 novembre 2019, mondo di Eva
Adam e Jonas giungono nel mondo di Eva durante il giorno dell’Apocalisse. Qui, Adam consegna a Jonas la macchina che permette di viaggiare tra i mondi e gli spiega che dovrà impedire alle versioni adulte di Magnus e Franziska di portare Martha via con loro, per evitare che lei segua ancora una volta il loop che la porterà o a diventare Eva o ad essere uccisa nel 2053 da Adam; Jonas dovrà poi portare la ragazza con sé nel mondo d’origine e insieme i due dovranno sciogliere il nodo.
21 giugno 1986, mondo di Adam
Fortunatamente, Jonas riesce ad intercettare Martha prima delle versioni adulte di Magnus e Franziska e a portarla nel giorno in cui furono creati i due mondi. Martha, però, è a disagio, avendo capito di non avere davanti a sé lo stesso Jonas di cui era innamorata e che ha visto recentemente morire. Nonostante ciò, Jonas porta Martha con sé nel tunnel della caverna e le spiega che, per entrare nel mondo d’origine, dovranno aspettare che in quel piano temporale Tannhaus apra il passaggio per la prima volta in assoluto; successivamente, una volta lì, dovranno impedire la morte della sua famiglia, evento che ha portato alla creazione della macchina del tempo.
Martha, dopo aver ascoltato il discorso di Jonas sul fatto che siano loro due la ragione per cui ogni cosa si ripete, acconsente a sacrificare entrambi i mondi in favore del mondo d’origine, pur sapendo che lei, Jonas e gran parte delle loro conoscenze verranno cancellati.
All’apertura del passaggio, Jonas e Martha si ritrovano catapultati in uno spazio surreale fatto di una strana luce bianca, nel quale Jonas incontra la versione bambina di Martha e Martha incontra la versione bambina di Jonas.
 Alla fine, i due giungono nel mondo d’origine.
Anno 2052, mondo di Eva
Adam raggiunge Eva nel suo quartier generale ed ella gli rivela di sapere che lui sta per ucciderla e che il suo cadavere sarà poi trovato dalla giovane Martha: ciò la spingerà a diventare definitivamente nemica di Adam. L’anziano uomo, tuttavia, le mostra come gli sia impossibile ucciderla, contraddicendo ciò che era accaduto nei precedenti cicli. A quel punto, Adam rivela ad una Eva piuttosto scioccata la verità sui loro due mondi e le spiega come entrambi stiano per svanire.
Alla fine di tutto, Eva accetta il loro destino e si riappacifica con Adam.
8 novembre 1971, mondo d'origine
Dopo un furioso litigio col padre, Marek Tannhaus abbandona il genitore e porta via con sé la moglie Sonja e la loro piccola figlioletta, Charlotte. Durante il viaggio in macchina, i tre s’imbattono “per caso” nei giovani Jonas e Martha, che convincono Marek a non attraversare il ponte sul quale l’intera famiglia Tannhaus andrebbe incontro alla morte. A quel punto, Marek e la sua famiglia tornano indietro ed il ragazzo si riappacifica col padre, che così non inventerà mai la macchina del tempo.
 Nel frattempo, Jonas racconta a Martha di aver incontrato la lei bambina durante il passaggio nel mondo d’origine, incontro che ritiene la prova che i due siano destinati l’uno all’altra; dopodiché, entrambi si dissolvono nel nulla. Lo stesso avviene agli altri personaggi nei rispettivi mondi.
Anno 2019, mondo d'origine
Hannah, Katharina, Peter, Wöller (che in questa realtà ha solo una lieve ferita all’occhio, in via di guarigione), sua sorella transgender Bernadette e Regina stanno festeggiando tutti assieme, a casa di quest’ultima. In questa realtà, Regina abita nella casa di campagna abitata da Jonas nel mondo di Adam e, da una foto presente nell’abitazione, s’intuisce che la donna ha avuto una vita felice con sua madre, Claudia, e con suo padre, Bernd.
 A causa del temporale in corso, improvvisamente manca la corrente ed Hannah rivela di aver sognato proprio quella scena, la notte precedente: la donna racconta agli amici che nel suo sogno l’oscurità cancellava ogni cosa, ponendo fine al mondo, e che lei si sentiva stranamente appagata da ciò. Quando la luce ritorna, gli amici chiedono ad Hannah come si chiamerà il bambino che aspetta da Wöller: la donna risponde loro che le piace il nome Jonas.